# Кубок России по волейболу среди женщин 2014
22-й розыгрыш Кубка России по волейболу среди женских команд памяти Гиви Ахвледиани проходил с 3 ноября по 29 декабря 2014 года с участием 20 команд (10 представителей суперлиги, 8 — высшей лиги «А» и 2 — высшей лиги «Б»). Победителем турнира во 2-й раз в своей истории стало краснодарское «Динамо».

## Формула розыгрыша
Турнир состоял из двух этапов — предварительного и финального. За победы со счётом 3:0 и 3:1 команды получали — по 3 очка, за победы 3:2 — по 2, за поражения 2:3 — по одному, за поражения 0:3 и 1:3 очки не начислялись.

## Предварительный этап
Матчи проводились в четырёх группах, в которых команды играли в один круг.  

### Группа 1
Балаково
| М | Команда                        | 1   | 2   | 3   | 4   | 5   | И | В | П | С/П  | О  |
| - | ------------------------------ | --- | --- | --- | --- | --- | - | - | - | ---- | -- |
| 1 | «Динамо-Казань» (Казань)       |     | 3:0 | 3:0 | 3:0 | 3:0 | 4 | 4 | 0 | 12:0 | 12 |
| 2 | «Протон» (Саратовская область) | 0:3 |     | 3:2 | 3:0 | 3:0 | 4 | 3 | 1 | 9:5  | 8  |
| 3 | «Политех» (Курск)              | 0:3 | 2:3 |     | 3:1 | 3:0 | 4 | 2 | 2 | 8:7  | 7  |
| 4 | «Фортуна» (Иркутск)            | 0:3 | 0:3 | 1:3 |     | 3:1 | 4 | 1 | 3 | 4:10 | 3  |
| 5 | «Уфимочка-УГНТУ» (Уфа)         | 0:3 | 0:3 | 0:3 | 1:3 |     | 4 | 0 | 4 | 1:12 | 0  |

3 ноября: Протон — Фортуна 3:0 (25:15, 25:20, 25:12); Политех — Уфимочка-УГНТУ 3:0 (25:17, 25:18, 26:24).
4 ноября: Динамо-Казань — Протон 3:0 (25:15, 25:19, 25:10); Фортуна — Уфимочка-УГНТУ 3:1 (23:25, 25:21, 25:19, 25:13).
5 ноября: Политех — Фортуна 3:1 (25:18, 19:25, 25:21, 25:17); Динамо-Казань — Уфимочка-УГНТУ 3:0 (25:15, 25:19, 25:6).
6 ноября: Протон — Уфимочка-УГНТУ 3:0 (25:8, 25:12, 25:12); Динамо-Казань — Политех 3:0 (25:16, 25:19, 25:14).
7 ноября: Протон — Политех 3:2 (25:12, 17:25, 27:29, 25:23, 15:8); Динамо-Казань — Фортуна 3:0 (25:15, 28:26, 25:16).

### Группа 2
Тюмень
| М | Команда                     | 1   | 2   | 3   | 4   | 5   | И | В | П | С/П  | О  |
| - | --------------------------- | --- | --- | --- | --- | --- | - | - | - | ---- | -- |
| 1 | «Динамо» (Москва)           |     | 3:0 | 3:0 | 3:0 | 3:0 | 4 | 4 | 0 | 12:0 | 12 |
| 2 | «Приморочка» (Владивосток)  | 0:3 |     | 2:3 | 3:0 | 3:0 | 4 | 2 | 2 | 8:6  | 7  |
| 3 | «Енисей» (Красноярск)       | 0:3 | 3:2 |     | 2:3 | 3:0 | 4 | 2 | 2 | 8:8  | 6  |
| 4 | «Автодор-Метар» (Челябинск) | 0:3 | 0:3 | 3:2 |     | 3:0 | 4 | 2 | 2 | 6:8  | 5  |
| 5 | «Тюмень-ТюмГУ» (Тюмень)     | 0:3 | 0:3 | 0:3 | 0:3 |     | 4 | 0 | 4 | 0:12 | 0  |

3 ноября: Приморочка — Тюмень-ТюмГУ 3:0 (25:9, 25:10, 26:24); Автодор-Метар — Енисей 3:2 (25:19, 25:19, 17:25, 20:25, 15:12).
4 ноября: Динамо — Тюмень-ТюмГУ 3:0 (25:11, 25:7, 25:18); Приморочка — Автодор-Метар 3:0 (25:14, 25:15, 25:21).
5 ноября: Енисей — Приморочка 3:2 (25:23, 25:27, 25:22, 18:25, 15:13); Динамо — Автодор-Метар 3:0 (25:16, 25:15, 25:14).
6 ноября: Автодор-Метар — Тюмень-ТюмГУ 3:0 (25:8, 25:11, 25:15); Динамо — Енисей 3:0 (25:14, 25:22, 25:12).
7 ноября: Енисей — Тюмень-ТюмГУ 3:0 (25:14, 25:11, 25:12); Динамо — Приморочка 3:0 (25:8, 25:20, 25:15).

### Группа 3
Нижний Новгород
| М | Команда                                 | 1   | 2   | 3   | 4   | 5   | И | В | П | С/П  | О  |
| - | --------------------------------------- | --- | --- | --- | --- | --- | - | - | - | ---- | -- |
| 1 | «Омичка» (Омск)                         |     | 3:1 | 3:0 | 3:0 | 3:0 | 4 | 4 | 0 | 12:1 | 12 |
| 2 | «Заречье-Одинцово» (Московская область) | 1:3 |     | 2:3 | 3:0 | 3:1 | 4 | 2 | 2 | 9:7  | 7  |
| 3 | «Ленинградка» (Санкт-Петербург)         | 0:3 | 3:2 |     | 3:1 | 2:3 | 4 | 2 | 2 | 8:9  | 6  |
| 4 | «Спарта» (Нижний Новгород)              | 0:3 | 0:3 | 1:3 |     | 3:1 | 4 | 1 | 3 | 4:10 | 3  |
| 5 | «Сахалин» (Южно-Сахалинск)              | 0:3 | 1:3 | 3:2 | 1:3 |     | 4 | 1 | 3 | 5:11 | 2  |

3 ноября: Заречье-Одинцово — Спарта 3:0 (25:23, 25:15, 25:15); Сахалин — Ленинградка 3:2 (25:23, 25:19, 22:25, 22:25, 15:8).
4 ноября: Ленинградка — Спарта 3:1 (19:25, 25:12, 25:19, 25:17); Омичка — Заречье-Одинцово 3:1 (25:16, 25:15, 22:25, 25:21).
5 ноября: Спарта — Сахалин 3:1 (25:20, 26:24, 25:27, 25:22); Омичка — Ленинградка 3:0 (25:8, 25:20, 25:14).
6 ноября: Ленинградка — Заречье-Одинцово 3:2 (25:14, 16:25, 25:23, 17:25, 15:8); Омичка — Сахалин 3:0 (25:9, 25:13, 25:19).
7 ноября: Омичка — Спарта 3:0 (25:16, 26:24, 25:22); Заречье-Одинцово — Сахалин 3:1 (25:12, 25:22, 22:25, 25:22).

### Группа 4
Череповец
| М | Команда                                | 1   | 2   | 3   | 4   | 5   | И | В | П | С/П  | О  |
| - | -------------------------------------- | --- | --- | --- | --- | --- | - | - | - | ---- | -- |
| 1 | «Динамо» (Краснодар)                   |     | 3:0 | 3:0 | 3:1 | 3:0 | 4 | 4 | 0 | 12:1 | 12 |
| 2 | «Северянка» (Череповец)                | 0:3 |     | 3:0 | 3:0 | 3:1 | 4 | 3 | 1 | 9:4  | 9  |
| 3 | «Воронеж» (Воронеж)                    | 0:3 | 0:3 |     | 3:0 | 3:1 | 4 | 2 | 2 | 6:7  | 6  |
| 4 | «Уралочка-НТМК» (Свердловская область) | 1:3 | 0:3 | 0:3 |     | 3:0 | 4 | 1 | 3 | 4:9  | 3  |
| 5 | «Олимп» (Новосибирская область)        | 0:3 | 1:3 | 1:3 | 0:3 |     | 4 | 0 | 4 | 2:12 | 0  |

3 ноября: Северянка — Воронеж 3:0 (25:20, 25:15, 25:15); Уралочка-НТМК — Олимп 3:0 (25:14, 25:16, 25:13).
4 ноября: Северянка — Олимп 3:1 (25:14, 25:16, 22:25, 25:14); Динамо — Уралочка-НТМК 3:1 (20:25, 29:27, 25:15, 25:18).
5 ноября: Динамо — Северянка 3:0 (25:19, 25:19, 25:21); Воронеж — Олимп 3:1 (25:22, 26:24, 20:25, 25:17).
6 ноября: Северянка — Уралочка-НТМК 3:0 (25:17, 25:21, 25:15); Динамо — Воронеж 3:0 (25:19, 25:16, 25:12).
7 ноября: Динамо — Олимп 3:0 (25:13, 26:24, 25:17); Воронеж — Уралочка-НТМК 3:0 (25:20, 27:25, 25:12).

### Итоги
В финальный этап розыгрыша Кубка вышли победители групповых турниров («Динамо-Казань», «Динамо» Москва, «Омичка», «Динамо» Краснодар), а также лучшая команда из числа занявших в группах вторые места («Северянка») и «Протон», получивший спецприглашение от Исполкома ВФВ.  

## Финальный этап
25—29 декабря 2014. Краснодар
Участники: 
«Динамо-Казань» (Казань)
«Динамо» (Москва)
«Омичка» (Омск)
«Динамо» (Краснодар)
«Северянка» (Череповец)
«Протон» (Саратов)
Финальный этап розыгрыша состоял из группового раунда и плей-офф. На групповой стадии команды-участницы разделены на две группы. По две лучшие команды вышли в полуфинал плей-офф и, разбившись на пары, определили двух финалистов, которые разыграли Кубок. Проигравшие в полуфиналах в матче за 3-е место разыграли бронзовые медали турнира.    

### Групповой раунд

#### Группа 1
| М | Команда                  | 1   | 2   | 3   | И | В | П | С/П | О |
| - | ------------------------ | --- | --- | --- | - | - | - | --- | - |
| 1 | «Динамо-Казань» (Казань) |     | 3:1 | 3:2 | 2 | 2 | 0 | 6:3 | 5 |
| 2 | «Динамо» (Краснодар)     | 1:3 |     | 3:1 | 2 | 1 | 1 | 4:4 | 3 |
| 3 | «Протон» (Саратов)       | 2:3 | 1:3 |     | 3 | 0 | 2 | 3:6 | 1 |

25 декабря: Динамо-Казань — Динамо (Кр.) 3:1 (20:25, 25:20, 25:20, 25:22).
26 декабря: Динамо-Казань — Протон 3:2 (25:19, 25:20, 19:25, 19:25, 15:11).
27 декабря: Динамо (Кр.) — Протон 3:1 (21:25, 25:11, 25:11, 15:17).

#### Группа 2
| М | Команда                 | 1   | 2   | 3   | И | В | П | С/П | О |
| - | ----------------------- | --- | --- | --- | - | - | - | --- | - |
| 1 | «Динамо» (Москва)       |     | 3:0 | 3:1 | 2 | 2 | 0 | 6:1 | 6 |
| 2 | «Омичка» (Омск)         | 0:3 |     | 3:1 | 2 | 1 | 1 | 3:4 | 3 |
| 3 | «Северянка» (Череповец) | 1:3 | 1:3 |     | 3 | 0 | 2 | 2:6 | 0 |

25 декабря: Динамо (М.) — Омичка 3:0 (20:25, 25:20, 25:20, 25:22).
26 декабря: Динамо (М.) — Северянка 3:1 (25:12, 19:25, 27:25, 25:14).
27 декабря: Омичка — Северянка 3:1 (22:25, 25:16, 25:21, 15:21).

### Плей-офф

#### Полуфинал
28 декабря
«Омичка» (Омск) — «Динамо-Казань» (Казань)
3:1 (19:25, 25:18, 25:22, 25:23).
«Динамо» (Краснодар) — «Динамо» (Москва)
3:1 (22:25, 25:18, 25:18, 30:28).

#### Матч за 3-е место
29 декабря
«Динамо» (Москва) — «Динамо-Казань» (Казань)
3:1 (25:16, 25:15, 18:25, 25:13).

#### Финал
| 29 декабря 2014 | \| «Динамо» Краснодар \| 3:2 \| «Омичка» Омск \| \| Фе Гарай (18) Юлия Подскальная (12) Фабиола (3) Татьяна Кошелева (20) Наталья Дианская (17) Любовь Соколова (10) Светлана Крючкова (л) Мария Бибина (л) Марина Марюхнич Ирина Филиштинская \| Голы \| Марина Бабешина (2) Юлия Кутюкова (24) Анастасия Самойленко (9) Дарья Исаева (28) Маргарита Курило (17) Елена Ирисова (6) Виктория Кузякина (л) Анастасия Корниенко Екатерина Орлова (1) \| | Краснодар Спорткомплекс «Олимп» |
| Счёт по партиям — 26:28, 25:22, 25:20, 19:25, 15:11. Время матча — 2 часа 12 минут. Судьи: Виктор Марков (Санкт-Петербург), Максим Бердников (Казань).                                     | | |
| «Динамо» Краснодар | 3:2 | «Омичка» Омск |
| Фе Гарай (18) Юлия Подскальная (12) Фабиола (3) Татьяна Кошелева (20) Наталья Дианская (17) Любовь Соколова (10) Светлана Крючкова (л) Мария Бибина (л) Марина Марюхнич Ирина Филиштинская | Голы | Марина Бабешина (2) Юлия Кутюкова (24) Анастасия Самойленко (9) Дарья Исаева (28) Маргарита Курило (17) Елена Ирисова (6) Виктория Кузякина (л) Анастасия Корниенко Екатерина Орлова (1) |

### Итоги

#### Положение команд
| «Динамо» (Краснодар)                |
| «Омичка» (Омск)                     |
| «Динамо» (Москва)                   |
| 4. «Динамо-Казань» (Казань)         |
| 5—6. «Протон» (Саратовская область) |
| 5—6. «Северянка» (Череповец)        |

#### Призёры
«Динамо» (Краснодар): Жозефа Фабиола ди Соуза Алвес (Фабиола), Марина Марюхнич, Любовь Соколова, Светлана Крючкова, Мария Бибина, Екатерина Кривец, Татьяна Кошелева, Росир Кальдерон Диас, Ирина Филиштинская (Уралёва), Александра Пасынкова, Фернанда Гарай Родригис (Фе Гарай), Наталья Дианская, Юлия Подскальная. Главный тренер — Константин Ушаков.
 «Омичка» (Омск): Ольга Ефимова, Екатерина Орлова, Юлия Кутюкова, Анна Макарова, Виктория Кузякина, Дарья Исаева, Анастасия Самойленко (Шляховая), Елена Ирисова, Марина Бабешина, Анастасия Корниенко, Валерия Шатунова, Дарья Талышева, Маргарита Курило. Главный тренер — Зоран Терзич.
 «Динамо» Москва: Юлия Морозова, Валерия Гончарова, Анна Малова, Анастасия Маркова, Яна Щербань, Марина Марченко, Наталия Обмочаева, Вера Ветрова, Екатерина Косьяненко, Ольга Фатеева, Екатерина Третьякова, Наталья Назарова, Регина Мороз. Главный тренер — Андрей Подкопаев.

#### Индивидуальные призы
- MVP — Фабиола («Динамо» Краснодар)
- Лучшая нападающая — Любовь Соколова («Динамо» Краснодар)
- Лучшая блокирующая — Наталья Дианская («Динамо» Краснодар)
- Лучшая на подаче — Дарья Исаева («Омичка»)
- Лучшая связующая — Фабиола («Динамо» Краснодар)
- Лучшая либеро — Анна Малова («Динамо» Москва)
- Самая результативная — Юлия Кутюкова («Омичка»)